# Alvaro Načinović
Alvaro Načinović (Fiume, 1966. március 27. –) olimpiai bajnok jugoszláv majd horvát válogatott kézilabdázó.

## Pályafutása

### Klubcsapatokban
Načinović először a Zamet klubjában játszott ifjúsági szinten, majd 1983-ban felkerült a felnőtt csapathoz.
1987-ben megnyerte a csapattal a jugoszláv másodosztály küzdelmeit és feljutott az élvonalba. Két évvel később, Darko Dunato távozása után Načinović lett a csapat kapitánya.
Öt szezont töltött még az első osztályban a Zametnél, majd az Zagreb Loto csapatában folytatta pályafutását. Az 1991-1992-es szezonban tagja volt a történelmi triplázást elérő zágrábi csapatnak, amely a bajnoki cím és a hazai kupa mellé megnyerte a legrangosabb nemzetközi klubtrófeát, a Bajnokcsapatok Európa-kupáját.
Načinović 1992 nyarán visszatért Zametbe, majd újabb egy szezon elteltével a szlovén Pivovarna Laško Celje játékosa lett. Öt évig játszott a klubban és minden szezonban bajnok valamint kupagyőztes lett. Az 1996–1997-es és az 1997–1998.as szezonban bejutottak a Bajnokok Ligája legjobb négy csapata közé.
1998-ban Načinović újból visszatért az RK Zamethez, amely akkoriban Zamet Autotrans néven szerepelt. Ezt követően visszatért a Celjéhez, ahol még két bajnoki címet nyert.
2001-ben a Crikvenica játékosa lett, ahol korábbi csapattársa, Drago Žiljak lett az edzője. Öt szezont játszott még a horvát élvonalban, majd 2006 nyarán bejelentette visszavonulását.

### A válogatottban
1987-ben ifjúsági világbajnokságot nyert a jugoszláv U21-es csapat tagjaként. Jugoszlávia Spanyolországot győzte le a döntőben. 1988 júniusában debütált a felnőttek között egy Japán elleni mérkőzésen.
Három hónappal később részt vett a szöuli olimpián, ahol Jugoszlávia harmadik helyen végzett miután a bronzmérkőzésen 27-23-ra legyőzte a magyar válogatottat. A jugoszláv válogatottban 33 alkalommal lépett pályára.
Ezt követően az önálló Horvátország nemzeti csapatában szerepelt, amellyel 1993-ban Mediterrán játékokat nyert. Načinović nyolc nagy versenyen
lépett pályára horvát válogatott színeiben, az 1995-ös világbajnokságon ezüstérmet, az 1996-os olimpián pedig aranyérmet nyert. Atlantába Svájc ellen ő szerezte csapata első gólját a tornán.
Az olimpiát követően visszavonult a válogatottól, de később meggondolta magát és pályára lépett az 1998-as Európa-bajnokságon is. 2000-ben játszott utoljára címeres mezben. 105 mérkőzésen 165 alkalommal volt eredményes.

## Visszavonulása után
Visszavonulását követően az RK Zamet sportigazgatója lett.
2012-ben a Sportért Felelős Állami Bizottság tagja lett, rangos állami kitüntetésben részesült és dokumentumfilmeb is szerepelt, amely Fiume város olimpiai bajnokairól szól.
2016-ban két dokumentumfilm jelent meg, az Od ponora do Olimpa és a Prvi Put, amely az 1996-os nyári olimpia eseményeit dolgozza fel.
Atlantában az önálló Horvátország első olimpiai aranyérmét nyerték csapattársaival.

## Család
Fia, Veron szintén profi kézilabdázó, az RK Zamet játékosa.

## Sikerei, díjai
RK Zamet
- Jugoszláv másodosztályú bajnok (1): 1986-87

RK Zagreb Loto
- Horvát bajnok (1): 1992
- Horvát kupagyőztes (1): 1992
- Bajnokcsapatok Európa-kupája-győztes (1): 1991–92

RK Celje Pivovara Laško
- Szlovén bajnok (7): 1993-94, 1994–95, 1995–96, 1996–97, 1997–98, 1999-00, 2000–01
- Szlovén kupagyőztes (7): 1994, 1995, 1996, 1997, 1998, 2000, 2001

Egyéni elismerés
- Ivica Kurtini-díj: 1988[14]
- Franjo Bučar Állami Sportdíj – 1996
- Rijeka (Fiume) olimpiai medáljának tulajdonosa – 2014[15]
- RK Zamet hall of fame – 2015[16]

### Kitüntetés
- Order of Danica Hrvatska[17]